# Christian Deker
Christian Deker (* 11. Januar 1982 in Stuttgart) ist ein deutscher Journalist und Jurist.

## Leben und Karriere
Nach Dekers Studium generale von 2002 bis 2003 am Leibniz-Kolleg der Universität Tübingen studierte er von 2003 bis 2011 Rechtswissenschaften an der Universität Freiburg, war Stipendiat des Evangelischen Studienwerks Villigst und schloss das Studium 2011 mit dem ersten Juristischen Staatsexamen ab. Nebenbei arbeitete und veröffentlichte er bereits als freier Journalist unter anderem bei der Süddeutschen Zeitung, ZDF, Spiegel Online und der dpa. Danach volontierte er von 2011 bis 2012 beim NDR in Hamburg.
Von 2012 bis 2014 arbeitete er für „Panorama – die Reporter“ und „Panorama“ (NDR/ARD). Dort recherchierte er unter anderem zu den Arbeitsbedingungen in Textilfabriken in Pakistan und Bangladesch, zum Regulierungsverhalten von Versicherungskonzernen und ließ sich in einem Undercover-Selbstversuch von Ärzten behandeln, die Homosexualität für heilbar halten. Anschließend war er von 2014 bis 2016 Reporter und Redakteur im „Ressort Investigation“ des NDR, das Teil der Recherchekooperation von NDR, WDR und Süddeutscher Zeitung ist. Dort war er unter anderem Mitglied des Recherche-Teams „PanamaPapers“. Nachdem er sich in den Jahren 2016 und 2017 eine berufliche Auszeit im Rahmen eines unbezahlten Sabbatical genommen hatte, war er von 2017 bis 2020 als Reporter beim funk-Reportageformat „STRG F“ tätig. Dort drehte er mit Henning Wirtz die mehrfach ausgezeichnete Reportage CFD-Trading: Wer sind die YouTube-Typen, die dich reich machen wollen? Zudem war er von 2019 bis 2020 als Moderator bei tagesschau24 im „Ressort Medien“ tätig.
2020 wechselte Deker zum ZDF und war dort bis 2022 als Rechtsexperte und Redakteur in der ZDF-Redaktion „Recht und Justiz“ tätig. Von Mai 2022 bis Mai 2023 war er stellvertretender Redaktionsleiter der ZDF-Redaktion „Umwelt“. Im Juni 2023 wurde er Redakteur für das ZDF Magazin Royale und die heute show online in der ZDF-Hauptredaktion Show.

## Fernsehdokumentationen (Auswahl)
- 2014: Die Schwulenheiler (NDR)
- 2013: Gewalt hinter Gittern (NDR)
- 2012: Die Nein-Sager (NDR)
- 2012: Tod in der Fabrik: Der Preis für billige Kleidung (NDR)

## Auszeichnungen
- 2020: Grimme Online Award, Kategorie Information, als Teil des Teams von STRG_F
- 2019: Medienprojektpreis der Otto-Brenner-Stiftung, als Teil des Teams von STRG_F
- 2019: Goldene Kamera Digital Award, Kategorie „Best of Information“, als Teil des Teams von STRG_F
- 2018: Helmut-Schmidt-Journalistenpreis, 3. Platz, für CFD-Trading: Wer sind die YouTube-Typen, die dich reich machen wollen? (STRG_F)
- 2018: Deutscher Wirtschaftsfilmpreis, 1. Preis, Kategorie „Wirtschaft gut erklärt“, für CFD-Trading: Wer sind die YouTube-Typen, die dich reich machen wollen? (STRG_F)
- 2017: Deutscher Fernsehpreis, Kategorie „Beste Information“, für Die Story im Ersten: PanamaPapers – Im Schattenreich der Offshorefirmen (ARD)
- 2015: Piélagos en corto International Film Festival, Spanien, Kategorie „Best Social Film“ für Die Schwulenheiler
- 2015: Zinegoak International LGBT Film Festival, Bilbao/Spanien, Publikumspreis „Bester Kurzfilm“ für Die Schwulenheiler

## Trivia
Im Rahmen der Reportage CFD-Trading: Wer sind die YouTube-Typen, die dich reich machen wollen? des funk-Reportageformats STRG_F stieß Deker mit seinem Team auf mysteriöse Silos, welche sich innerhalb der STRG-F-Zuschauerschaft zu einem Running Gag entwickelten.